# Paradosso francese

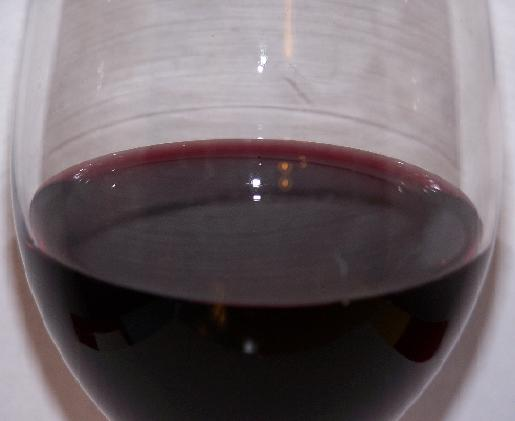
Il consumo di vino rosso è stato da molti indicato come una delle possibili spiegazioni del paradosso francese

Per paradosso francese si intende il fenomeno per il quale in Francia, nonostante il consumo relativamente alto di alimenti ricchi in acidi grassi saturi, l'incidenza di mortalità per malattie cardiovascolari (ossia le malattie del cuore e dei vasi sanguigni) è relativamente bassa, inferiore rispetto ad altri Paesi ritenuti dieteticamente comparabili. Tale apparente paradosso ha condotto all'ipotesi, poi smentita, che il consumo di vino rosso possa proteggere da malattie cardiache.

## Descrizione
Il termine paradosso francese fu coniato da Serge Renaud, uno scienziato dell'Università di Bordeaux. Renaud, dal confronto tra popolazione americana e francese, osserva come la seconda abbia un'incidenza relativamente bassa di disturbi alle coronarie, sebbene faccia una dieta ricca di grassi saturi. Il concetto è stato poi sviluppato da alcuni epidemiologi francesi.
L'associazione tra il consumo di vino rosso e l'apparente bassa incidenza di coronopatie ha indotto i produttori di vino a sfruttare tale speculazione per incentivarne il consumo. Tuttavia le ricerche disponibili ad oggi non hanno ancora dimostrato in modo convincente l'esistenza effettiva di un rapporto causa-effetto tra il consumo di vino e la prevenzione di malattie cardiovascolari. Anzi, è invece dimostrato che per la prevenzione del cancro e delle malattie cardiovascolari è meglio evitare di bere alcolici. Sono state formulate anche altre ipotesi, tra cui il fatto che nelle regioni francesi in cui la mortalità da malattie cardiovascolari è minore si osserva un più alto consumo di vegetali particolarmente ricchi di folato.

## Evidenze
La correlazione tra bassa mortalità per malattie coronariche e consumo di vino è stata avanzata per la prima volta nel 1979 con ulteriori studi pubblicati nel 1980 da alcuni epidemiologi francesi. A partire da questa prima ipotesi numerose ricerche sono state effettuate per dimostrare quali fattori potessero avere un effetto protettivo. Alcuni studi si sono concentrati sull'effetto dell'alcool, e sono arrivati alla conclusione che un consumo moderato di vino (<40 g/die di etanolo, circa tre bicchieri) limiti l'incidenza di tali malattie, probabilmente per un effetto sul colesterolo HDL e sulla fluidità del sangue. Tuttavia l'alcool non basta di per sé a spiegare il fenomeno, infatti alcuni dati hanno mostrato che il vino è più efficace di altre bevande alcoliche nella riduzione dell'incidenza di queste malattie.
Fiorente è la letteratura al riguardo. Ad esempio anche di recente meta-analisi pubblicazione ha mostrato come ci sia un'effettiva diminuzione del rischio di malattie cardiovascolari in relazione al moderato consumo di vino e birra, rispettivamente diminuzioni del 31 e 33%.
Secondo alcune ipotesi, la ragione di tale proprietà deriverebbe dai polifenoli di cui il vino è ricco, in particolare il resveratrolo. Queste sostanze sono altamente antiossidanti, e questa proprietà è alla base delle loro riconosciute azioni preventive di diverse malattie. Tuttavia non è possibile dimostrare che le proprietà biologiche mostrate in vitro siano riproducibili in vivo, considerando che per assumere adeguate quantità di polifenoli il consumo di vino dovrebbe essere ben più elevato che due-tre bicchieri al giorno, ma in questo caso l'organismo sarebbe esposto agli effetti negativi dell'alcol.
L'attenzione della stampa riservata al resveratrolo tradisce la pressione di interessi economici.
Ad esempio un ricercatore che aveva affermato gli effetti benefici del resveratrolo, tale Dipak Das dell'Università del Connecticut, è stato accusato di frode in quanto vi sono evidenze del fatto che lo scienziato abbia avuto interessi diretti nell'evidenziare, con inesattezze scientifiche, le proprietà benefiche del resveratrolo.
Tra le altre ipotesi esplorate, uno studio ha portato l'attenzione su un'altra proprietà del vino, non correlata con i polifenoli: esso sarebbe in grado, anche a bassi dosaggi, di inibire la sintesi del peptide endotelina (endothelin-1), che è un vasocostrittore correlato alle malattie cardiovascolari ed alla aterosclerosi.
Il calcio, presente nel latte e suoi derivati, svolge un'azione di contrasto all'ormone cortisolo, che ha un ruolo importante nell'accumulo di adipe. Al contrario, alti livelli di cortisolo diminuiscono l'assorbimento gastrico e intestinale, e aumentano l'escrezione renale di calcio.

## Critiche
Sebbene abbia avuto molta fortuna in passato, tanto che ancora oggi viene utilizzato acriticamente da alcuni mass media, tale concetto è il risultato di un impianto teorico scorretto, non fondato sulla significatività dei dati.
Per quanto riguarda il primo termine, "paradosso", l'apparente incongruenza si basa sul fatto di considerare dieteticamente comparabili due popolazioni che evidentemente non lo sono. In particolare, non viene considerato l'intero panorama del modus vivendi e dell'alimentazione (ci si concentra invece solo sull'uso moderato del vino a pasto), mentre uno studio molto più completo è il LYON, eseguito dall'American Heart Association (AHA), secondo cui la dieta mediterranea ha un significativo contributo nella riduzione del tasso di mortalità della malattia coronarica del 50%. Inoltre, l'associare bassa mortalità al consumo di vino è solo l'affermazione di una correlazione statistica, dalla quale non è possibile inferire direttamente un rapporto di causa-effetto.
Per quanto riguarda il secondo elemento, "francese", l'errore è più evidente. Il tasso di mortalità per malattie coronariche è omogeneo in tutta l'Europa (come si evince dallo studio MONICA, Multinational MONItoring of trends and determinants in CArdiovascular disease, del 1999), decrescendo gradualmente dal nord al sud del continente, in modo tale che non vi è differenza statisticamente significativa tra Belgio e nord della Francia, per esempio, né tra nord e sud della Francia, né tra sud della Francia e Spagna od Italia.
Vi è invece una differenza statisticamente significativa tra le popolazioni del nord e del sud Europa.